# (7649) Bougainville
Pour les articles homonymes, voir Bougainville.
(7649) Bougainville est un astéroïde de la ceinture principale.

## Description
(7649) Bougainville est un astéroïde de la ceinture principale. Il fut découvert par Eric Walter Elst le 22 septembre 1990 à La Silla. Il présente une orbite caractérisée par un demi-grand axe de 2,56 UA, une excentricité de 0,096 et une inclinaison de 5,88° par rapport à l'écliptique.
Il fut nommé en hommage au navigateur français Louis-Antoine de Bougainville (1729-1811).

## Compléments